# Хамзаюрт
Хамзаюрт (кум. Гьамзаюрт) — кутан Казбековского района, расположенный на территории Бабаюртовского района Дагестана Россия. Входит в Буртунайский сельсовет.

## Географическое положение
Расположен в Бабаюртовском районе, в 14,5 км к северо-западу от села Львовский № 1, у федеральной трассы Астрахань-Махачкала, на канале Муртузали-Шабур.

## История
По данным на 1890 год посёлок Хамза-Юрт относился к Кази-Юртовскому сельскому обществу 1-го участка Хасавюртовского округа Терской области. Посёлок состоял из 80 дворов, имелась мечеть, земли: сенокосов — 360, пахотной — 285, выгонной — 105. В 1914 году село Хамза-юрт состояло из 54 дворов, 1 мечеть, артезианский колодец. Земли 1441 десятин, в том числе 1148 удобной. По данным на 1926 год село состояло из 69 хозяйств, в административном отношении являлось центром Хамза-Юртовского сельсовета Бабаюртовского района (в состав сельсовета кроме того входили хутора Андузлу, Казан-Кулак, Камбулатов, Костек-Отар, Ногай-Отар, Хамза-Юртовский и Шпренгель). По сведениям 1939 года Хамза-Юртовский сельсовет объединял населённые пункты хутора Казан-Кулак и Новая Надежда, кутаны Акташ № 1, Акташ № 2, Костек-Отар, Чапалав-Тюбе. В годы Великой Отечественной войны 19 жителей села ушли на фронт, вернулось - 11. В 1950-е годы коренные жители села были переселены в соседние населённые пункты, а земли бывшего села были переданы под зимние пастбища колхозов Казбековского района, позже они оказались в составе совхоза «Буртунайский».

## Население
| 1889 | 1914 | 1926 | 1939 | 1970 |
| ---- | ---- | ---- | ---- | ---- |
| 346  | ↘272 | ↗281 | ↗346 | ↘261 |

До расселения коренных жителей, село являлось моноэтническим кумыкским. В настоящее время на кутане проживают аварцы.

## Образование
ГКОУ РД Хамзаюртовский лицей

## Сельское хозяйство
На кутане расположено рисоводческое отделение СПК «Буртунайский».

## Достопримечательности
Памятник Г. Махачеву.